# District de An Biên

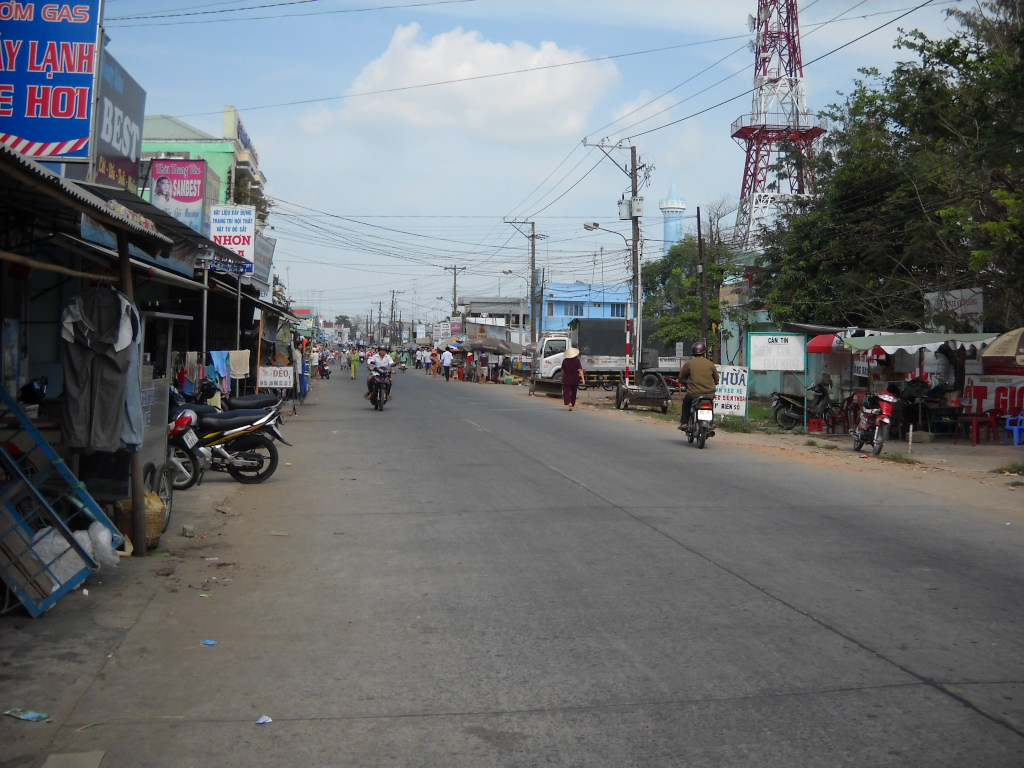

An Biên est un district de la province de Kiên Giang dans le delta du Mékong au sud du Viêt Nam.

## Géographie
La superficie de An Biên est de 466 km2. 
Le chef lieu du district est Thứ Ba.